# Stenus sylvester
Stenus sylvester – gatunek chrząszcza z rodziny kusakowatych i podrodziny myśliczków (Steninae).
Gatunek ten został opisany w 1839 roku przez Wilhelma Ferdinanda Erichsona.
Chrząszcz o ciele długości od 3,8 do 4,2 mm. Szerokość jego głowy mierzona wraz z oczami jest nie większa niż nasady pokryw. Na powierzchni przedplecza i pokryw punkty stykają się ze sobą, tworząc rynienkowate bruzdy. Przedplecze jest nieco dłuższe niż szersze. Pokrywy są nieco dłuższe i o ¼ szersze od przedplecza. Początkowe tergity odwłoka mają pośrodku części nasadowych pojedyncze, krótkie listewki. Co najmniej cztery pierwsze tergity mają boczne brzegi odgraniczone szerokimi bruzdami. Odnóża są ubarwione żółto lub żółtobrunatnie z ciemniejszymi wierzchołkami ud i nasadami goleni. Smukłe tylne stopy prawie dorównują długością goleniom. Odnóża tylne samców wyróżniają się obecnością 1–2 ostrych ząbków u nasady ud.
Owad palearktyczny, rozprzestrzeniony od północnej Francji, południa Fennoskandii i Półwyspu Kolskiego po północ Włoch, Bośnię i Rumunię. W Polsce notowany z nielicznych stanowisk. Zasiedla wilgotne łąki, zacienione lasy i obszary bagienne, gdzie przebywa pod opadłymi liśćmi i szczątkami roślinnymi, nad bajorkami i wśród mchów.